# Sumiswald

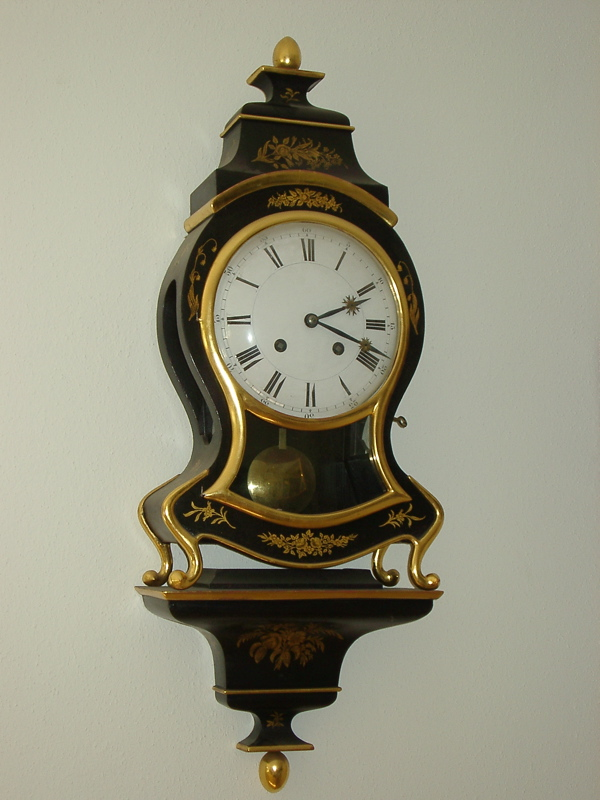
Pendule de Sumiswald sur socle, 1850–1870 environ.

Sumiswald est une commune suisse du canton de Berne, située dans l'arrondissement administratif de l'Emmental.

Photo aérienne prise à 400 m par Walter Mittelholzer (1922)

## Monuments et curiosités
- Le château de Spittel, était une ancienne commanderie des chevaliers teutoniques, créée en 1225 pour servir d’hôpital. Il devint ensuite le siège d’un bailliage bernois. L'ensemble actuel doit pour une bonne part son aspect à une reconstruction postérieure à l'incendie de 1730[3].
- L'église réformée Sainte-Marie qui fut l'église de la commanderie a été construite en 1510-12 en style gothique tardif. Ses vitraux du 16e et 17e s. représentent des donateurs et des saints patrons[4].

## Industries
La commune compte une tradition d'industrie horlogère. Ses pendules ont par exemple équipé les postes de douane suisses.

## Personnalités
- Samuel Autexier (1969-), éditeur et graphiste français, est né à Sumiswald.